# Jacques Insermini
Jacques Insermini (París, 24 de octubre de 1927 - París, 6 de junio de 2024) fue un piloto de motociclismo francés, que compitió en el Campeonato del Mundo de Motociclismo desde 1954 hasta 1962. En la década de los años 70, trabajó como actor de cine erótico y porno.

## Biografía
Jacques Insermini combinó una carrera como motociclista y como levantador de pesas. De 1951 a 1962, participó regularmente en los campeonatos de motos franceses, que ganó en tres ocasiones consecutivas en la categoría de 500cc (1960, 1961 y 1962). Insermini es uno de los pocos pilotos que lograron obtener puntos en todas las cilindradas del campeonato, tanto en competencias individuales como en parejas.
A finales de la década de 1960, Jacques Insermini comenzó su carrera como actor con pequeños papeles en el teatro, así como películas de la serie B en Alemania. En la década de 1970 trabajó como actor porno  bajo los seudónimos Bruno Kohls, Jacques Inzermini y Jacques Laviec. Estuvo activo hasta 1985.
Falleció el 1 de marzo de 2018 a causa de un derrame cerebral.

## Resultados en el Campeonato del Mundo
Sistema de puntuación desde 1950 hasta 1968:
| Posición | 1.º | 2.º | 3.º | 4.º | 5.º | 6.º |
| Puntos   | 8   | 6   | 4   | 3   | 2   | 1   |

### Carreras por año
(Carreras en negrita indica pole position, carreras en cursiva indica vuelta rápida)
| Año  | Cat.  | Moto      | 1       | 2       | 3       | 4      | 5       | 6       | 7       | 8       | 9       | 10    | 11    | Pts. | Pos. |
| ---- | ----- | --------- | ------- | ------- | ------- | ------ | ------- | ------- | ------- | ------- | ------- | ----- | ----- | ---- | ---- |
| 1953 | 350cc | Norton    | IOM -   | NED -   | BEL Ret |        | FRA -   | ULS -   | SUI -   | NAT -   |         |       |       | 0    | -    |
| 1954 | 350cc | Norton    | FRA 10  | IOM -   | ULS -   | BEL -  | NED -   |         | GER -   | SUI -   | NAT -   | ESP - |       | 0    | -    |
| 1955 | 500cc | Matchless | ESP -   | FRA Ret | IOM -   | GER -  | BEL -   | NED -   | ULS -   | NAT -   |         |       |       | 0    | -    |
| 1957 | 350cc | Gilera    | GER Ret | IOM -   | NED -   | BEL -  | ULS -   | NAT -   |         |         |         |       |       | 0    | -    |
| 1957 | 500cc | Norton    | GER 11  | IOM -   | NED -   | BEL -  | ULS -   | NAT -   |         |         |         |       |       | 0    | -    |
| 1958 | 350cc | Norton    | IOM -   | NED -   | BEL -   | GER -  | SWE -   | ULS -   | NAT 7   |         |         |       |       | 0    | -    |
| 1958 | 500cc | Norton    | IOM -   | NED -   | BEL 16  | GER -  | SWE -   | ULS -   | NAT Ret |         |         |       |       | 0    | -    |
| 1959 | 350cc | Norton    | FRA 13  | IOM -   | GER -   |        |         | SWE -   | ULS -   | NAT 10  |         |       |       | 0    | -    |
| 1959 | 500cc | Norton    | FRA Ret | IOM -   | GER -   | NED -  | BEL -   | SWE -   | ULS -   | NAT 11  |         |       |       | 0    | -    |
| 1960 | 350cc | Norton    | FRA 11  | IOM -   | NED 15  |        |         | ULS -   | NAT 11  |         |         |       |       | 0    | -    |
| 1960 | 500cc | Norton    | FRA 10  | IOM -   | NED Ret | BEL 13 | GER 10  | ULS Ret | NAT 10  |         |         |       |       | 0    | -    |
| 1961 | 350cc | Norton    |         | GER -   |         | IOM -  | NED 15  |         | RDA 13  | ULS -   | NAT Ret | SWE - |       | 0    | -    |
| 1961 | 500cc | Norton    |         | GER 12  | FRA 11  | IOM -  | NED Ret | BEL -   | RDA 8   | ULS -   | NAT Ret | SWE - | ARG - | 0    | -    |
| 1962 | 350cc | Norton    |         |         | IOM -   | NED -  |         |         | ULS 27  | RDA -   | NAT -   | FIN - |       | 0    | -    |
| 1962 | 500cc | Norton    |         |         | IOM -   | NED -  | BEL Ret |         | ULS Ret | RDA Ret | NAT Ret | FIN - | ARG - | 0    | -    |

## Filmografía
- 1967 : Ne fais pas ça Isabella (téléfilm)
- 1973 : Le Dingue
- 1975 : Yumurcak Belali Tatil
- 1977 : Marche pas sur mes lacets
- 1985 : Le Feu sous la peau